# Careproctus kidoi
Careproctus kidoi is een straalvinnige vissensoort uit de familie van snotolven (Cyclopteridae). De wetenschappelijke naam van de soort is voor het eerst geldig gepubliceerd in 2008 door Knudsen & Møller.